# Torremochuela
Torremochuela – gmina w Hiszpanii, w prowincji Guadalajara, w Kastylii-La Mancha, o powierzchni 17,82 km². W 2011 roku gmina liczyła 12 mieszkańców.